# Coeficient UEFA
En el futbol europeu, els coeficients UEFA són les estadístiques usades per a ordenar i assignar classificacions o llocs de privilegi en sortejos a equips participants en els campionats organitzats per l'associació.
Es van introduir el 1979 per als tornejos de futbol masculí, i posteriorment aplicat en futbol femení i futbol sala. Són calculats per la UEFA, màxima autoritat del futbol europeu, a més d'Armènia, Israel les parts asiàtiques d'estats transcontinentals, i publicats periòdicament.
Existeixen distints rànquings de coeficients que s'atorguen a seleccions nacionals, campionats de lliga i clubs.

## Coeficient dels clubs masculins
El coeficient dels clubs masculins es determina pels resultats d'aquestos en les competicions europees de clubs en les últimes cinc temporades, o bé el 20% del coeficient de la lliga a la qual corresponen en el mateix període, el coeficient que sigui més alt.
Aquesta classificació és usada per la UEFA per a determinar en quin bombo es posarà cadascun dels clubs en els sortejos corresponents a les rondes classificatòries i fase prèvia de la Lliga de Campions, la Lliga Europa de la UEFA i la Lliga Europa Conferència de la UEFA.
Els clubs reben dos punts per una victòria, un punt per un empat i cap punt per una derrota en els partits de les fases principals de la Lliga de Campions, la Lliga Europa i la Lliga Europa Conferència. Els resultats determinats després de la pròrroga s'inclouen en aquest mètode, però no així els resultats determinats després de la tanda de penals (el resultat es considera un empat). Els punts de bonificació per entrar a la fase de grups de la Lliga Europa o a la fase de grups de la Lliga Conferència no són addicionals als punts de guanyar/empatar; ofereixen un mínim de punts per als clubs participants, mentre que els punts de bonificació per entrar a la fase de grups de la Lliga de Campions (i els per classificar-se a la fase eliminatòria) són addicionals als punts de guanyar/empatar.
Els resultats de la ronda classificatòria només es tenen en compte si l'equip és eliminat en una de les rondes. En cas contrari, els resultats de la ronda classificatòria només es tenen en compte per al càlcul del coeficient de l'associació i es redueixen a la meitat. Els clubs no reben cap punt per l'eliminació en la classificació de la Lliga de Campions o l'Europa League perquè aquests equips passen a l'Europa League i/o l'Europa Conference League i reben punts per la participació en aquesta competició.

### Top 25
Els 25 clubs amb més puntuació. Darrera actualització: 12 d'agost de 2025
| Rànquing | Rànquing | Rànquing | Club                   | Associació    | Coeficient | Coeficient | Coeficient | Coeficient | Coeficient | Coeficient |
| 2026     | 2025     | Mvmt     | Club                   | Associació    | 2021–22    | 2022–23    | 2023–24    | 2024–25    | 2025–26    | Total      |
| -------- | -------- | -------- | ---------------------- | ------------- | ---------- | ---------- | ---------- | ---------- | ---------- | ---------- |
| 1        | 1        | –        | Reial Madrid           | Espanya       | 30.0       | 29.0       | 34.0       | 24.50      | 0.0        | 117.50     |
| 2        | 3        | +1       | Bayern de Múnic        | Alemanya      | 26.0       | 27.0       | 28.0       | 27.25      | 0.0        | 108.25     |
| 3        | 6        | +3       | Inter de Milà          | Itàlia        | 18.0       | 29.0       | 20.0       | 40.25      | 0.0        | 107.25     |
| 4        | 2        | –2       | Manchester City FC     | Anglaterra    | 27.0       | 33.0       | 28.0       | 14.75      | 0.0        | 102.75     |
| 5        | 4        | –1       | Liverpool FC           | Anglaterra    | 33.0       | 19.0       | 20.0       | 29.50      | 0.0        | 101.50     |
| 6        | 5        | –1       | Paris Saint-Germain FC | França        | 19.0       | 19.0       | 23.0       | 33.5       | 0.0        | 94.50      |
| 7        | 13       | +6       | Bayer Leverkusen       | Alemanya      | 14.0       | 19.0       | 29.0       | 23.25      | 0.0        | 85.25      |
| 8        | 8        | –        | Borussia Dortmund      | Alemanya      | 10.0       | 18.0       | 29.0       | 27.75      | 0.0        | 84.75      |
| 9        | 10       | +1       | FC Barcelona           | Espanya       | 15.0       | 9.0        | 23.0       | 36.25      | 0.0        | 83.25      |
| 10       | 9        | –1       | Roma                   | Itàlia        | 23.0       | 22.0       | 21.0       | 14.50      | 0.0        | 80.50      |
| 11       | 15       | +4       | SL Benfica             | Portugal      | 20.0       | 25.0       | 14.0       | 18.75      | 0.0        | 77.75      |
| 12       | 14       | +2       | Atlético Madrid        | Espanya       | 19.0       | 8.0        | 24.0       | 26.50      | 0.0        | 77.50      |
| 13       | 11       | –2       | Manchester United FC   | Anglaterra    | 18.0       | 19.0       | 7.0        | 32.50      | 0.0        | 76.50      |
| 14       | 7        | –7       | Chelsea FC             | Anglaterra    | 25.0       | 21.0       | 0.0        | 30.00      | 0.0        | 76.00      |
| 15       | 12       | –3       | Arsenal FC             | Anglaterra    | 0.0        | 17.0       | 22.0       | 36         | 0.0        | 75.00      |
| 16       | 23       | +8       | Eintracht Frankfurt    | Alemanya      | 28.0       | 16.0       | 7.0        | 23.00      | 0.0        | 74.00      |
| 17       | 29       | +12      | West Ham United        | Anglaterra    | 21.0       | 29.0       | 19.0       | 0.0        | 0.0        | 69.00      |
| 18       | 26       | +8       | Feyenoord              | Països Baixos | 24.0       | 17.0       | 8.0        | 18.00      | 0.0        | 70.00      |
| 19       | 19       | –        | Milan                  | Itàlia        | 7.0        | 24.0       | 16.0       | 19.00      | 0.0        | 66.00      |
| 20       | 16       | –4       | Atalanta               | Itàlia        | 16.0       | 0.0        | 28.0       | 21.00      | 0.0        | 65.00      |
| 21       | 33       | +12      | Fiorentina             | Itàlia        | 0.0        | 20.0       | 22.0       | 20.00      | 0.0        | 62.00      |
| 22       | 20       | –2       | RB Leipzig             | Alemanya      | 17.0       | 18.0       | 18.0       | 8.00       | 0.0        | 61.00      |
| 23       | 24       | +1       | Club Brugge            | Bèlgica       | 7.0        | 17.0       | 21.0       | 15.75      | 0.0        | 60.75      |
| 24       | 28       | +5       | PSV Eindhoven          | Netherlands   | 10.0       | 11.0       | 17.0       | 21.25      | 0.0        | 59.25      |
| 25       | 21       | –3       | Lazio                  | Itàlia        | 9.0        | 6.0        | 18.0       | 26.00      | 0.0        | 59.00      |

| Indica que l'equip està en actiu per aquesta temporada de la Lliga de Campions. Indica que l'equip està en actiu per aquesta temporada de la Lliga Europa de la UEFA. Indica que l'equip està en actiu per aquesta temporada de la Lliga Europa Conferència de la UEFA. Indica equips d'associacions actives a les competicions de clubs de la UEFA en aquesta temporada. Indica els equips d'associacions que no tenen cap equip restant a les competicions de clubs de la UEFA en aquesta temporada. |

1. 1 2 3 4 5 6  No va participar en competicions europees en aquella temporada

### Assignació de punts als clubs

#### Entre les temporades 2021–22 i 2023–24
| Ronda                                                                                             | Punts assignats   | Punts assignats | Punts assignats          |
| Ronda                                                                                             | Lliga de Campions | Lliga Europa    | Lliga Europa Conferència |
| ------------------------------------------------------------------------------------------------- | ----------------- | --------------- | ------------------------ |
| Eliminació en la ronda preliminar                                                                 | passa a ECL Q2    | –               | –                        |
| Eliminació en la primera ronda classificatòria                                                    | passa a ECL Q2    | –               | 1                        |
| Eliminació en la segona ronda classificatòria                                                     | passa a EL Q3     | –               | 1.5                      |
| Eliminació en la tercera ronda classificatòria                                                    | passa a EL PO     | passa a ECL PO  | 2                        |
| Eliminació en el Play-off                                                                         | passa a EL GS     | passa a ECL GS  | 2.5                      |
| Eliminació en la fase de grups                                                                    | 4                 | 3 (mínim)       | 2.5 (mínim)              |
| Totes les victòries a partir de la fase de grups (excepte els eliminatoris del play-off d'EL/ECL) | 2                 | 2               | 2                        |
| Tots els empats a partir de la fase de grups (excepte els eliminatoris del play-off d'EL/ECL)     | 1                 | 1               | 1                        |
| Guanyador del grup                                                                                | –                 | 4               | 2                        |
| Subcampions de grup                                                                               | –                 | 2               | 1                        |
| Participació en vuitens de final                                                                  | 5                 | 1               | –                        |
| Participació en quarts de final                                                                   | 1                 | 1               | –                        |
| Participació en semifinals i finals                                                               | 1                 | 1               | 1                        |

#### Abans de la temporada 2021–22
| Ronda                                                | Punts assignats   | Punts assignats |
| Ronda                                                | Lliga de Campions | Lliga Europa    |
| ---------------------------------------------------- | ----------------- | --------------- |
| Eliminació en la primera ronda preliminar            | –                 | 0.5             |
| Eliminació en la primera ronda classificatòria       | –                 | 1               |
| Eliminació en la segona ronda classificatòria        | –                 | 1.5             |
| Eliminació en la tercera ronda classificatòria       | –                 | 2               |
| Eliminació en el Play-off                            | –                 | 2.5             |
| Participació en la fase de grups                     | 4                 | 3 (mínim)       |
| Totes les victòries a partir de la fase de grups     | 2                 | 2               |
| Tots els empats a partir de la fase de grups         | 1                 | 1               |
| Participació en la ronda de setzens                  | 5                 | –               |
| Participació en quarts de final, semifinals i finals | 1                 | 1               |

Abans del rànquing de clubs del 2018, els equips rebien la suma dels seus punts acumulats durant les últimes cinc temporades més el 20% del coeficient d'associació del club.
Abans de 1999, una sèrie d'equips forts de la Copa de la UEFA eren caps de sèrie, de manera que aquests equips no s'enfrontaven a les dues primeres rondes. Per determinar aquests equips, es calculava la suma de la relació entre el nombre de punts aconseguits i el nombre de partits jugats per cada equip, per a les últimes cinc temporades.

## Coeficient dels clubs femenins
El coeficient d'un club en una temporada es calcula sumant el total de punts que obté en una temporada determinada i el 20% del coeficient de la seva associació per a aquesta mateixa temporada. El coeficient de cinc temporades d'un club és el total acumulat dels seus coeficients de cinc temporades del període de referència i el 20% del coeficient de l'associació de cinc temporades de la seva associació. La UEFA utilitza aquesta classificació per determinar la classificació d'un club en els sortejos de competicions de clubs, incloses les fases de classificació i de grups de la UEFA Women's Champions League.

### Temporades 2021–22 i posteriors
| Ronda | Punts assignats            |
| Ronda | Lliga de Campions Femenina |
| --- | -------------------------- |
| Eliminació a la ronda preliminar | 0.5                        |
| El club derrotat al partit pel tercer classificat de la primera ronda                                                                                       | 1                          |
| El guanyador del partit pel tercer lloc de la ronda 1 (minitorneig de quatre equips) o equip derrotat a l'eliminatòria MD1 (en minitorneigs de tres equips) | 1.5                        |
| Finalista eliminat de la ronda 1 | 2                          |
| Eliminació a la ronda 2 | 3                          |
| Participació a la fase de grups | 4                          |
| Victòria en fase de grups o ronda posterior | 2                          |
| Empat en fase de grups o ronda posterior | 1                          |
| Participació en quarts de final, semifinals i final | 1                          |

### Top 25
Els 25 clubs amb més puntuació. Darrera actualització: 2 d'agost de 2025
| Rànquing | Rànquing | Rànquing | Club                | Associació    | Coeficient | Coeficient | Coeficient | Coeficient | Coeficient | Coeficient | Coeficient | Coeficient |
| 2026     | 2025     | Mvmt     | Club                | Associació    | 2021–22    | 2022–23    | 2023–24    | 2024–25    | 2025–26    | Club       | Associació |            |
| -------- | -------- | -------- | ------------------- | ------------- | ---------- | ---------- | ---------- | ---------- | ---------- | ---------- | ---------- | ---------- |
| 1        | 1        | –        | Barcelona           | Espanya       | 25.0       | 26.0       | 26.0       | 25.0       | 0.0        | 102.0      | 10.299     |            |
| 2        | 2        | –        | Lyon                | França        | 25.0       | 15.0       | 25.0       | 24.0       | 0.0        | 89.0       | 10.666     |            |
| 3        | 3        | –        | Chelsea             | Anglaterra    | 12.0       | 20.0       | 21.0       | 20.0       | 0.0        | 73.0       | 10.199     |            |
| 4        | 4        | –        | Bayern de Múnic     | Alemanya      | 15.0       | 17.0       | 10.0       | 14.0       | 0.0        | 56.0       | 8.966      |            |
| 5        | 6        | +1       | Wolfsburg           | Alemanya      | 19.0       | 23.0       | 3.0        | 11.0       | 0.0        | 56.0       | 8.966      |            |
| 6        | 7        | +1       | Arsenal             | Anglaterra    | 12.0       | 18.0       | 2.0        | 23.0       | 0.0        | 55.0       | 10.199     |            |
| 7        | 5        | –2       | Paris Saint-Germain | França        | 21.0       | 13.0       | 17.0       | 3.0        | 0.0        | 54.0       | 10.666     |            |
| 8        | 8        | –        | Reial Madrid        | Espanya       | 13.0       | 10.0       | 5.0        | 15.0       | 0.0        | 43.0       | 10.299     |            |
| 9        | 9        | –        | Juventus            | Itàlia        | 15.0       | 11.0       | 2.0        | 8.0        | 0.0        | 36.0       | 6.600      |            |
| 10       | 12       | +2       | Roma                | Itàlia        | 0.0        | 14.0       | 8.0        | 10.0       | 0.0        | 32.0       | 6.600      |            |
| 11       | 11       | –        | Benfica             | Portugal      | 7.0        | 8.0        | 12.0       | 3.0        | 0.0        | 30.0       | 6.000      |            |
| 12       | 13       | +1       | BK Häcken           | Suècia        | 6.0        | 3.0        | 13.0       | 3.0        | 0.0        | 25.0       | 3.433      |            |
| 13       | 10       | –3       | Manchester City     | Anglaterra    | 3.0        | 2.0        | 0.0        | 17.0       | 0.0        | 22.0       | 10.199     |            |
| 14       | 15       | +1       | Slavia Praga        | Txèquia       | 3.0        | 6.0        | 7.0        | 3.0        | 0.0        | 20.0       | 2.466      |            |
| 15       | 15       | –        | St. Pölten          | Àustria       | 2.0        | 7.0        | 5.0        | 4.0        | 0.0        | 18.0       | 2.350      |            |
| 16       | 18       | +2       | Ajax                | Països Baixos | 0.0        | 3.0        | 12.0       | 2.0        | 0.0        | 18.0       | 3.600      |            |
| 17       | 19       | +2       | Brann               | Noruega       | 0.0        | 3.0        | 14.0       | 0.0        | 0.0        | 17.0       | 3.500      |            |
| 18       | 20       | +2       | Twente              | Països Baixos | 3.0        | 2.0        | 3.0        | 8.0        | 0.0        | 16.0       | 3.600      |            |
| 19       | 23       | +4       | Paris FC            | França        | 0.0        | 2.0        | 9.0        | 3.0        | 0.0        | 14.0       | 10.666     |            |
| 20       | 31       | +11      | Eintracht Frankfurt | Alemanya      | 0.0        | 2.0        | 9.0        | 1.5        | 0.0        | 12.5       | 8.966      |            |
| 21       | 16       | –5       | Rosengård           | Suècia        | 3.0        | 4.0        | 5.0        | 0.0        | 0.0        | 12.0       | 3.433      |            |
| 22       | 21       | –1       | Vålerenga           | Noruega       | 3.0        | 0.0        | 3.0        | 5.0        | 0.0        | 11.0       | 3.500      |            |
| 23       | 17       | –6       | Sparta Praga        | Txèquia       | 3.0        | 3.0        | 3.0        | 2.0        | 0.0        | 11.0       | 2.466      |            |
| 24       | 30       | +6       | Vllaznia            | Albània       | 3.0        | 4.0        | 2.0        | 2.0        | 0.0        | 11.0       | 2.200      |            |
| 25       | 24       | –1       | Bordeaux            | França        | 3.0        | 0.0        | 0.0        | 0.0        | 0.0        | 3.0        | 10.666     |            |

1. 1 2 3 4 5 6 7 8 9 10 11 12 13  No va participar en competicions europees aquella temporada.

## Coeficient dels clubs de futbol sala
El coeficient del club, que s'utilitza per determinar els primers i la ronda d'entrada a la Lliga de Campions de Futsal, és la suma dels punts obtinguts pel club en aquesta competició en les tres temporades anteriors i el 50% del coeficient de l'associació del club durant el mateix període. El coeficient de l'associació és la suma dels punts obtinguts per tots els clubs de l'associació.
Tot i que tots els procediments de càlcul són públics per als coeficients d'associacions i clubs, la UEFA només publica els coeficients dels clubs que competiran a la propera temporada de la Lliga de Campions. Els coeficients dels 16 millors equips que competeixen a la Lliga de Campions de Futsal de la UEFA 2022–23 són els següents:
| Rànq. | Equip                      | Associació       | Coef.  |
| ----- | -------------------------- | ---------------- | ------ |
| 1     | Sporting CP                | Portugal         | 75.334 |
| 2     | Barcelona                  | Espanya          | 65.500 |
| 3     | Benfica                    | Portugal         | 55.334 |
| 4     | Palma futsal               | Espanya          | 46.166 |
| 5     | Kairat                     | Kazakhstan       | 26.667 |
| 6     | Dobovec                    | Eslovènia        | 17.500 |
| 6     | Sporting Anderlecht Futsal | Bèlgica          | 17.500 |
| 8     | MNK Olmissum               | Croàcia          | 14.832 |
| 9     | Ayat                       | Kazakhstan       | 12.00  |
| 10    | Haladás VSE                | Hongria          | 10.500 |
| 11    | Luxol St. Andrews Futsal   | Federació Malaia | 10.000 |
| 11    | United Galati              | Romania          | 10.000 |
| 13    | Kauno Žalgiris             | Lituània         | 9.500  |
| 13    | SK Plzeň                   | Txèquia          | 9.500  |
| 15    | Città di Eboli             | Itàlia           | 8.334  |